# Philodromus montanus
Philodromus montanus este o specie de păianjeni din genul Philodromus, familia Philodromidae, descrisă de Bryant, 1933. Conform Catalogue of Life specia Philodromus montanus nu are subspecii cunoscute.